# نهر السفان
نهر السفان ينبع من الأراضي التركية شمال غرب مدينة المالكية بمحافظة الحسكة السورية ويدخل الأراضي السورية عند قرية الفردوس ويتغذى بمياه الكثير من الينابيع والاودية السيلية اقيم عليه في قرية حياكة سد سطحي وشكل خلفه بحيرة صناعية وتحولت المنطقة لمحمية طبيعية ، كما يستفاد منه مياه الشرب لمدينة القامشلي وللري والزراعة. يصب في نهر دجلة في نقطة معبر سيمالكة .